# برندن فریزر
برندِن جیمز فرِیزر (انگلیسی: Brendan James Fraser؛ زادهٔ ۳ دسامبر ۱۹۶۸) بازیگر کانادایی-آمریکایی است. او در سال ۱۹۹۲ نقش‌های برجستهٔ کمدی انسینو من و درام روابط مدرسه را ایفا کرد. فریزر برای بازی در نقش اصلی کمدی جرج جنگل (۱۹۹۷) نگاه عموم را به خود جلب کرد و با بازی در نقش ریک اوکانل در سه‌گانهٔ ماجراجویی مومیایی (۱۹۹۹–۲۰۰۸) به شهرت بیشتری رسید. او نقش‌های دراماتیکی در خدایان و هیولاها (۱۹۹۸)، آمریکایی آرام (۲۰۰۲) و تصادف (۲۰۰۴) گرفت و نقش‌های فانتزی دیگری را در مسحور (۲۰۰۰) و سفر به مرکز زمین (۲۰۰۸) ایفا کرد.
کار سینمایی فریزر از اواخر دههٔ ۲۰۰۰ تا میانهٔ دههٔ ۲۰۱۰ در خلال مشکلات سلامتی، شکست شخصی و پیامدهای اتهام تعرض جنسی که در سال ۲۰۰۳ توسط فیلیپ برک (رئیس وقت انجمن مطبوعات خارجی هالیوود) علیه او صورت گرفت، کاهش یافت. او سپس در پروژه‌های تلویزیونی شامل سریال ابرقهرمانی دووم پاترول (۲۰۱۹–اکنون) به ایفای نقش پرداخت. کار سینمایی او با حضور در فیلم‌های کارگردانان مؤلف مانند فیلم جنایی حرکت ناگهانی ممنوع (۲۰۲۱) ساختهٔ استیون سودربرگ و درام روان‌شناختی نهنگ (۲۰۲۲) ساختهٔ دارن آرونوفسکی فعال‌تر شد. او برای بازی در نقش معلم انگلیسی گوشه‌گیر با بیماری چاقی در فیلم دوم برندهٔ جایزهٔ اسکار بهترین بازیگر مرد شد.

## اوایل زندگی
برندِن جیمز فرِیزر در ۳ دسامبر ۱۹۶۸ در ایندیاناپلیس، ایندیانا به دنیا آمد. والدین کانادایی او، کارول مری (که نام خانوادگی‌اش قبل از ازدواج ژنرو بود؛ ۱۹۳۷–۲۰۱۶) و پیتر فریزر هستند. مادرش مشاور فروش و پدرش روزنامه‌نگار سابق بود که به‌عنوان افسر خدمات خارجی کانادا برای اداره دولتی گردشگری کار می‌کرد. دایی او، ژرژ ژنرو، تنها کانادایی بود که در بازی‌های المپیک تابستانی ۱۹۵۲ مدال طلا را در رشتهٔ تراپ کسب کرد. فرِیزر سه برادر بزرگتر به‌نام‌های کوین، ریگان و شان دارد. او تبار ایرلندی، اسکاتلندی، آلمانی، چکی و فرانسوی-کانادایی دارد. همچنین او دارای تابعیت دوگانهٔ کانادایی و آمریکایی است.
خانوادهٔ فریزر اغلب طی دوران کودکی او نقل مکان می‌کردند و در اورکا، کالیفرنیا، سیاتل، اتاوا، هلند و سوئیس ساکن بودند. او در کالج آپر کانادا تحصیل کرد که یک مدرسه شبانه‌روزی خصوصی واقع در تورنتو بود. در حالی که فریزر هنگام تعطیلات در لندن، انگلستان بود، او نخستین نمایش تئاتر حرفه‌ایش را در وست اند شرکت کرد که باعث علاقه‌اش به بازیگری شد. او در سال ۱۹۹۰ از کالج هنر کورنیش در سیاتل فارغ‌التحصیل شد. او بازیگری را در یک کالج کوچک بازیگری در شهر نیویورک آغاز کرد. او قصد داشت در مقطع کارشناسی ارشد هنرهای زیبا در رشته بازیگری از دانشگاه متدیست جنوبی تحصیل کند، اما در مسیر هالیوود توقف کرد و تصمیم گرفت در آنجا بماند و در سینما کار کند.

## جایزه‌ها و نامزدی‌ها
| سال  | انجمن                                     | رده                                                  | اثر                     | نتیجه      | منبع          |
| ---- | ----------------------------------------- | ---------------------------------------------------- | ----------------------- | ---------- | ------------- |
| ۱۹۹۳ | انجمن منتقدان فیلم شیکاگو                 | آتیه‌دارترین بازیگر                                   | انسینو من و روابط مدرسه | نامزدشده   |               |
| ۱۹۹۷ | جشنواره بین‌المللی فیلم سیاتل              | بهترین بازیگر مرد                                    | هنوز نفس می‌کشم          | برنده      |               |
| ۱۹۹۸ | جایزه سرگرمی بلاک باستر                   | بازیگر مورد علاقه - خانواده                          | جرج جنگل                | نامزدشده   |               |
| ۱۹۹۹ | جوایز کلترودیس                            | بهترین بازیگر نقش مکمل مرد                           | خدایان و هیولاها        | نامزدشده   |               |
| ۲۰۰۰ | جوایز ساترن                               | بهترین بازیگر مرد                                    | مومیایی                 | نامزدشده   |               |
| ۲۰۰۰ | جایزه سرگرمی بلاک باستر                   | بازیگر مورد علاقه - اکشن                             | مومیایی                 | نامزدشده   |               |
| ۲۰۰۱ | جوایز برگزیده نوجوانان                    | فیلم – بازیگر برگزیده                                | بازگشت مومیایی          | نامزدشده   |               |
| ۲۰۰۲ | جوایز برگزیده کودکان نیکلودین             | بازیگر فیلم مورد علاقه                               | بازگشت مومیایی          | نامزدشده   |               |
| ۲۰۰۲ | جایزه انجمن فیلم و تلویزیون آنلاین        | بهترین بازیگر مهمان در یک سریال کمدی                 | اسکرابز                 | نامزدشده   |               |
| ۲۰۰۴ | جایزه انجمن فیلم و تلویزیون آنلاین        | بهترین بازیگر مهمان در یک سریال کمدی                 | اسکرابز                 | برنده      |               |
| ۲۰۰۵ | جوایز گاتهام                              | بهترین گروه بازیگران                                 | تصادف                   | نامزدشده   |               |
| ۲۰۰۵ | جوایز فیلم هالیوود                        | گروه بازیگران سال                                    | تصادف                   | برنده      |               |
| ۲۰۰۶ | انجمن منتقدان پخش فیلم                    | بهترین گروه بازیگری                                  | تصادف                   | برنده      |               |
| ۲۰۰۶ | جوایز انجمن بازیگران فیلم                 | گروه بازیگران برجسته در یک فیلم سینمایی              | تصادف                   | برنده      |               |
| ۲۰۰۸ | جایزه ملی فیلم انگلیس                     | بهترین عملکرد مرد                                    | مقبره امپراتور اژدها    | نامزدشده   |               |
| ۲۰۰۸ | انجمن ملی صاحبان سینما                    | جایزه یک دهه دستاورد برجسته در فیلم                  | خودش                    | برنده      |               |
| ۲۰۰۹ | جوایز فیلم تابستانی آی‌جی‌ان                | کامئوی مورد علاقه                                    | جی.آی. جو: ظهور کبرا    | نامزدشده   |               |
| ۲۰۲۲ | جوایز سوپر انتخاب منتقدان                 | جایزه برتر گزینش منتقدان                             | دووم پاترول             | نامزدشده   | [ ۱۷ ]        |
| ۲۰۲۲ | جوایز حلقه منتقدان فیلم سیاه              | بهترین بازیگر مرد                                    | نهنگ                    | برنده      | [ ۱۸ ]        |
| ۲۰۲۲ | جشنواره بین‌المللی فیلم کاپری هالیوود      | جایزه بازیگر مرد                                     | نهنگ                    | برنده      | [ ۱۹ ]        |
| ۲۰۲۲ | انجمن منتقدان فیلم لاس وگاس               | بهترین بازیگر مرد                                    | نهنگ                    | برنده      | [ ۲۰ ]        |
| ۲۰۲۲ | انجمن منتقدان فیلم نوادا                  | بهترین بازیگر مرد                                    | نهنگ                    | برنده      | [ ۲۱ ]        |
| ۲۰۲۲ | جوایز منتقدان فیلم نیومکزیکو              | بهترین بازیگر مرد                                    | نهنگ                    | برنده      | [ ۲۲ ]        |
| ۲۰۲۲ | انجمن منتقدان فیلم تگزاس شمالی            | بهترین بازیگر مرد                                    | نهنگ                    | برنده      | [ ۲۳ ]        |
| ۲۰۲۲ | حلقه منتقدان فیلم فیلادلفیا               | بهترین بازیگر مرد                                    | نهنگ                    | برنده      | [ ۲۴ ]        |
| ۲۰۲۲ | حلقه منتقدان فینکس                        | بهترین بازیگر مرد                                    | نهنگ                    | برنده      | [ ۲۵ ]        |
| ۲۰۲۲ | انجمن منتقدان فیلم فینکس                  | بهترین بازیگر مرد                                    | نهنگ                    | برنده      | [ ۲۶ ]        |
| ۲۰۲۲ | انجمن منتقدان فیلم سنت لوئیس              | بهترین بازیگر مرد                                    | نهنگ                    | برنده      | [ ۲۷ ]        |
| ۲۰۲۲ | جوایز ادای احترام جشنواره فیلم تورنتو     | جایزه بازیگر مرد                                     | نهنگ                    | برنده      | [ ۲۸ ]        |
| ۲۰۲۲ | حلقه زنان منتقد فیلم                      | بهترین بازیگر مرد                                    | نهنگ                    | برنده      | [ ۲۹ ]        |
| ۲۰۲۲ | انجمن منتقدان فیلم دالاس‌فورت وورث         | بهترین بازیگر نقش اول مرد                            | نهنگ                    | دوم شد     | [ ۳۰ ]        |
| ۲۰۲۲ | حلقه منتقدان فیلم فلوریدا                 | بهترین بازیگر مرد (با پارک هائه-ایل به اشتراک گذاشت) | نهنگ                    | دوم شد     | [ ۳۱ ]        |
| ۲۰۲۲ | جوایز سانست سیرکل                         | بهترین بازیگر مرد                                    | نهنگ                    | دوم شد     | [ ۳۲ ]        |
| ۲۰۲۲ | انجمن منتقدان فیلم شیکاگو                 | بهترین بازیگر مرد                                    | نهنگ                    | نامزدشده   | [ ۳۳ ]        |
| ۲۰۲۲ | جوایز گاتهام                              | بازیگر نقش اصلی برجسته                               | نهنگ                    | نامزدشده   | [ ۳۴ ]        |
| ۲۰۲۲ | انجمن منتقدان فیلم وسترن بزرگ نیویورک     | بهترین بازیگر مرد                                    | نهنگ                    | نامزدشده   | [ ۳۵ ]        |
| ۲۰۲۲ | انجمن روزنامه‌نگاران فیلم ایندیانا         | بهترین نقش اصلی                                      | نهنگ                    | نامزدشده   | [ ۳۶ ]        |
| ۲۰۲۲ | انجمن منتقدان فیلم کارولینای شمالی        | بهترین بازیگر مرد                                    | نهنگ                    | نامزدشده   | [ ۳۷ ]        |
| ۲۰۲۲ | انجمن آنلاین منتقدان فیلم زن              | بهترین بازیگر نقش اصلی مرد                           | نهنگ                    | نامزدشده   | [ ۳۸ ]        |
| ۲۰۲۲ | جوایز انجمن منتقدان فیلم جنوب شرقی        | بهترین بازیگر مرد                                    | نهنگ                    | نامزدشده   | [ ۳۹ ]        |
| ۲۰۲۲ | انجمن منتقدان فیلم بریتانیا               | بهترین بازیگر مرد                                    | نهنگ                    | نامزدشده   | [ ۴۰ ]        |
| ۲۰۲۲ | انجمن منتقدان فیلم منطقه واشینگتن، دی.سی. | بهترین بازیگر مرد                                    | نهنگ                    | نامزدشده   | [ ۴۱ ]        |
| ۲۰۲۳ | جوایز اسکار                               | بازیگر نقش اول مرد                                   | نهنگ                    | برنده      | [ ۴۲ ]        |
| ۲۰۲۳ | جوایز ستلایت                              | بهترین بازیگر مرد – فیلم بلند                        | نهنگ                    | برنده      | [ ۴۳ ]        |
| ۲۰۲۳ | جوایز انجمن بازیگران سینما                | بازیگر نقش اول مرد برجسته                            | نهنگ                    | برنده      | [ ۴۴ ]        |
| ۲۰۲۳ | جایزه فیلم‌های ای‌ای‌آرپی برای بزرگسالان     | بهترین بازیگر مرد                                    | نهنگ                    | برنده      | [ ۴۵ ]        |
| ۲۰۲۳ | انجمن منتقدان فلوریدا مرکزی               | بهترین بازیگر مرد                                    | نهنگ                    | برنده      | [ ۴۶ ]        |
| ۲۰۲۳ | جوایز فیلم منتخب منتقدان                  | بهترین بازیگر مرد                                    | نهنگ                    | برنده      | [ ۴۷ ] [ ۴۸ ] |
| ۲۰۲۳ | جوایز منتقدان دیسکاسینگ‌فیلم               | بهترین بازیگر مرد                                    | نهنگ                    | برنده      | [ ۴۹ ]        |
| ۲۰۲۳ | انجمن منتقدان فیلم هاوایی                 | بهترین بازیگر مرد                                    | نهنگ                    | برنده      | [ ۵۰ ]        |
| ۲۰۲۳ | انجمن منتقدان هالیوود                     | بهترین بازیگر مرد                                    | نهنگ                    | برنده      | [ ۵۱ ]        |
| ۲۰۲۳ | انجمن منتقدان فیلم شهر موسیقی             | بهترین بازیگر مرد                                    | نهنگ                    | برنده      | [ ۵۲ ]        |
| ۲۰۲۳ | انجمن فیلم داکوتای شمالی                  | بهترین بازیگر مرد                                    | نهنگ                    | برنده      | [ ۵۳ ]        |
| ۲۰۲۳ | حلقه منتقدان فیلم اوکلاهما                | بهترین بازیگر مرد                                    | نهنگ                    | برنده      | [ ۵۴ ]        |
| ۲۰۲۳ | فهرست جشنواره‌های فیلم دنیا                | جایزه اسپات لایت                                     | نهنگ                    | برنده      |               |
| ۲۰۲۳ | جشنواره بین‌المللی سنتا باربارا            | جایزه آمریکایی ریویرا                                | نهنگ                    | دریافت کرد | [ ۵۵ ]        |
| ۲۰۲۳ | انجمن منتقدان فیلم کلمبوس                 | بهترین نقش اصلی                                      | نهنگ                    | دوم شد     | [ ۵۶ ]        |
| ۲۰۲۳ | انجمن منتقدان فیلم جورجیا                 | بهترین بازیگر مرد                                    | نهنگ                    | دوم شد     | [ ۵۷ ]        |
| ۲۰۲۳ | انجمن منتقدان فیلم آیووا                  | بهترین بازیگر مرد                                    | نهنگ                    | دوم شد     | [ ۵۸ ]        |
| ۲۰۲۳ | حلقه منتقدان فیلم کانزاس سیتی             | بهترین بازیگر نقش اول مرد                            | نهنگ                    | دوم شد     | [ ۵۹ ]        |
| ۲۰۲۳ | انجمن منتقدان فیلم تورنتو                 | بهترین بازیگر مرد                                    | نهنگ                    | دوم شد     | [ ۶۰ ]        |
| ۲۰۲۳ | جوایز اکتا                                | بهترین بازیگر مرد – بین‌المللی                        | نهنگ                    | نامزدشده   | [ ۶۱ ]        |
| ۲۰۲۳ | اتحاد روزنامه‌نگاران فیلم زنان             | بهترین بازیگر مرد                                    | نهنگ                    | نامزدشده   | [ ۶۲ ]        |
| ۲۰۲۳ | انجمن منتقدان فیلم آستین                  | بهترین بازیگر مرد                                    | نهنگ                    | نامزدشده   | [ ۶۳ ]        |
| ۲۰۲۳ | جوایز آکادمی فیلم بریتانیا                | بهترین بازیگر نقش اول مرد                            | نهنگ                    | نامزدشده   | [ ۶۴ ]        |
| ۲۰۲۳ | منتقدان مستقل شیکاگو                      | بهترین بازیگر مرد                                    | نهنگ                    | نامزدشده   | [ ۶۵ ]        |
| ۲۰۲۳ | انجمن منتقدان فیلم دنور                   | بهترین بازیگر مرد                                    | نهنگ                    | نامزدشده   | [ ۶۶ ]        |
| ۲۰۲۳ | جوایز دوریان                              | بهترین بازیگر نقش اصلی                               | نهنگ                    | نامزدشده   | [ ۶۷ ]        |
| ۲۰۲۳ | هشتادمین مراسم گلدن گلوب                  | بهترین بازیگر مرد – فیلم درام                        | نهنگ                    | نامزدشده   | [ ۶۸ ]        |
| ۲۰۲۳ | جامعه منتقدان فیلم هیوستون                | بهترین بازیگر مرد                                    | نهنگ                    | نامزدشده   | [ ۶۹ ]        |
| ۲۰۲۳ | انجمن روزنامه‌نگاران سرگرمی لاتین          | بهترین بازیگر مرد                                    | نهنگ                    | نامزدشده   | [ ۷۰ ]        |
| ۲۰۲۳ | حلقه منتقدان فیلم لندن                    | بازیگر سال                                           | نهنگ                    | نامزدشده   | [ ۷۱ ]        |
| ۲۰۲۳ | اتحاد منتقدان فیلم مینه‌سوتا               | بهترین بازیگر مرد                                    | نهنگ                    | نامزدشده   | [ ۷۲ ]        |
| ۲۰۲۳ | انجمن منتقدان فیلم کارولینای شمالی        | بهترین بازیگر مرد                                    | نهنگ                    | نامزدشده   | [ ۷۳ ]        |
| ۲۰۲۳ | جامعه آنلاین منتقدان فیلم                 | بهترین بازیگر مرد                                    | نهنگ                    | نامزدشده   | [ ۷۴ ]        |
| ۲۰۲۳ | انجمن منتقدان پورتلند                     | بهترین بازیگر مرد                                    | نهنگ                    | نامزدشده   | [ ۷۵ ]        |
| ۲۰۲۳ | انجمن منتقدان فیلم سن دیگو                | بهترین بازیگر مرد                                    | نهنگ                    | نامزدشده   | [ ۷۶ ]        |
| ۲۰۲۳ | حلقه منتقدان فیلم سان‌فرانسیسکو            | بهترین بازیگر مرد                                    | نهنگ                    | نامزدشده   | [ ۷۷ ]        |
| ۲۰۲۳ | انجمن منتقدان فیلم سیاتل                  | انجمن منتقدان فیلم سیاتل                             | نهنگ                    | نامزدشده   | [ ۷۸ ]        |
| ۲۰۲۳ | جایزه برتر گزینش منتقدان                  | جایزه برتر گزینش منتقدان                             | دووم پاترول             | نامزدشده   |               |